# The Beatles (мультсериал)
The Beatles — мультсериал 1965 года, главными героями которого являются участники известной одноимённой английской рок-группы. Официально транслировался с 1965 по 1969 год на телеканале ABC в США (первый показ проходил в 1965—1967 годах; более поздние сезоны повторялись). Первая серия дебютировала 25 сентября 1965 года, а первый показ всех серий закончился 21 октября 1967 года. Всего было снято 39 серий.
Оригинальный сериал ретранслировался в синдикации на MTV в 1986—1987 годах и на канале Disney, начиная с 1989 года по пятницам в 17:00. Этот сериал стал исторической вехой как первый еженедельный телесериал, в котором были представлены анимированные версии реальных людей.

## Производство
Сериал состоял из коротких анимационных рассказов, которые, по сути, были предназначены для визуальной иллюстрации песен The Beatles. Кроме того, были эпизоды исполнения песен с изображением более простых образов, дополняющих тексты отдельных песен. Песни были взяты со всех альбомов до Revolver, а также с синглов до «Strawberry Fields Forever/Penny Lane», «Bad Boy», «Komm Gib Mir Deine Hand» и EP «Long Tall Sally». Сериал изображал группу в их раннем облике «моптоп и костюм», изображённом в музыкальной комедии «Вечер трудного дня» 1964 года, хотя группа уже вышла из этого облика во время показа сериала.
Сериал The Beatles позаимствовал режиссёрский стиль Ричарда Лестера («Вечер трудного дня», «На помощь!»). Кинокритик Хэл Эриксон пишет в «Television Cartoon Shows», что неистовые сокращения «придали сериалу бодрый темп и комическую наглость, которой часто приходилось компенсировать удручающе небрежную анимацию и инфантильное написание сценариев». Сами участники группы не имели ничего общего с производством сериала, кроме использования их музыкальных записей. Американский актёр Пол Фрис (голос Бориса Баденова из «Шоу Рокки и Буллвинкля») озвучивал Джона и Джорджа, а Лэнс Персивал (позднее озвучивший старину Фреда в мультфильме «Жёлтая подводная лодка») озвучивал Пола и Ринго. Женские роли озвучили Джули Беннетт и Кэрол Корбетт. Первоначально The Beatles пренебрегали сериалом из-за его низкого качества.

## Оценки
Сериал сразу же стал хитом рейтингов на канале ABC в субботу утром после его дебюта 25 сентября 1965 года в 10:30 по восточному времени. Он набрал 13 баллов (или 52 доли), что было неслыханно для дневного телевидения.
Спонсорами сериала выступили A.C. Gilbert Company, Quaker Oats Company и Mars Candy Company. На третий сезон 1967 года показ сериала был перенесён на полдень субботы. Изначально Битлз сериал совсем не понравился; однако со временем полюбился.
В 1972 году Леннон прокомментировал: «Я до сих пор получаю удовольствие от просмотра мультсериала по телевизору». Харрисон в 1999 году сказал: «Мне всегда нравились мультики. Они были настолько плохими или глупыми, что они были хорошими, если вы понимаете, о чём я, и я думаю, что прошедшее время могло сделать их более забавными теперь».